# Typhlonema salomonis
Typhlonema salomonis ist eine Art der Spulwürmer und einziger Vertreter der Gattung Typhlonema. Sie ist ein Parasit im Verdauungstrakt bei Skinken der Gattung Mabuya in Afrika.

## Merkmale
Die Lippen um die etwa dreieckige Mundöffnung sind nur schwach entwickelt. Die Kopfpapillen des Innenkreises sind deutlich ausgebildet, auch die vier Papillenpaare des Außenrings und die Amphiden. Der Ösophagus hat einen kurzen Vorhof, einen stark muskulösen Körper (Corpus), eine kurze Engstelle (Isthmus) und einen eiförmigen Bulbus mit Klappen. Deiriden fehlen vermutlich. Die Ausscheidungspore liegt am Bulbusende, der Ausscheidungsgang ist mittellang. Männchen haben schmale Seitenflügel, die am Ende geteilt sind und vom Kopf bis zur Kloake reichen.
Weibchen sind bis zu 16,85 mm lang und maximal 0,59 mm dick. Der Schwanz ist lang und nimmt ein Fünftel bis ein Sechstel der Körperlänge ein. Die Vulva liegt im Bereich des Ösophagus, hinter der Exkretionspore. Die Vagina zieht nach hinten und geht in einen langen Ovijektor über, von dem zwei parallel verlaufende Uteri bis in die Schwanzregion ausgehen. Dort verbinden sie sich mit den Eileitern, welche nach vorn umbiegen und vor dem Anus in die Eierstöcke übergehen. Letztere reichen bis in die Ösophagusregion. Weibchen sind ovovivipar und die Eier sind voll entwickelt 60–87 × 50–60 µm groß.
Männchen sind mit bis zu 3,1 mm Länge deutlich kürzer als Weibchen und maximal 0,24 mm dick. Der Schwanz ist bauchwärts gekrümmt und endet in einem winzigen Dorn. Er ist etwa 0,22 bis 0,44 mm lang. Der Ösophagus ist 0,37 mm lang. Die Hoden liegen in der Körpermitte. Kaudalflügel fehlen, es gibt 16 Paare von Schwanzpapillen, fünf vor der Kloake, sieben dahinter, die übrigen im Kloakenbereich. Das Gubernaculum ist keilförmig, etwa 143 µm lang und sehr deutlich. Die beiden Spicula sind etwa 130 µm lang und haben ein geflügeltes Ende.